# Königreich Dublin

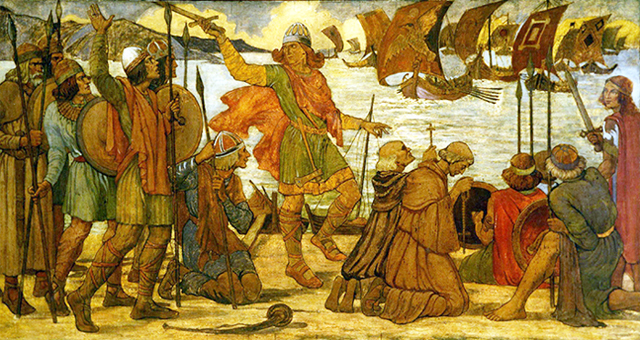
Nachdem die Wikinger Dublin 839 erstmals geplündert hatten, landeten sie 841 erneut und errichteten einen dauerhaften Stützpunkt

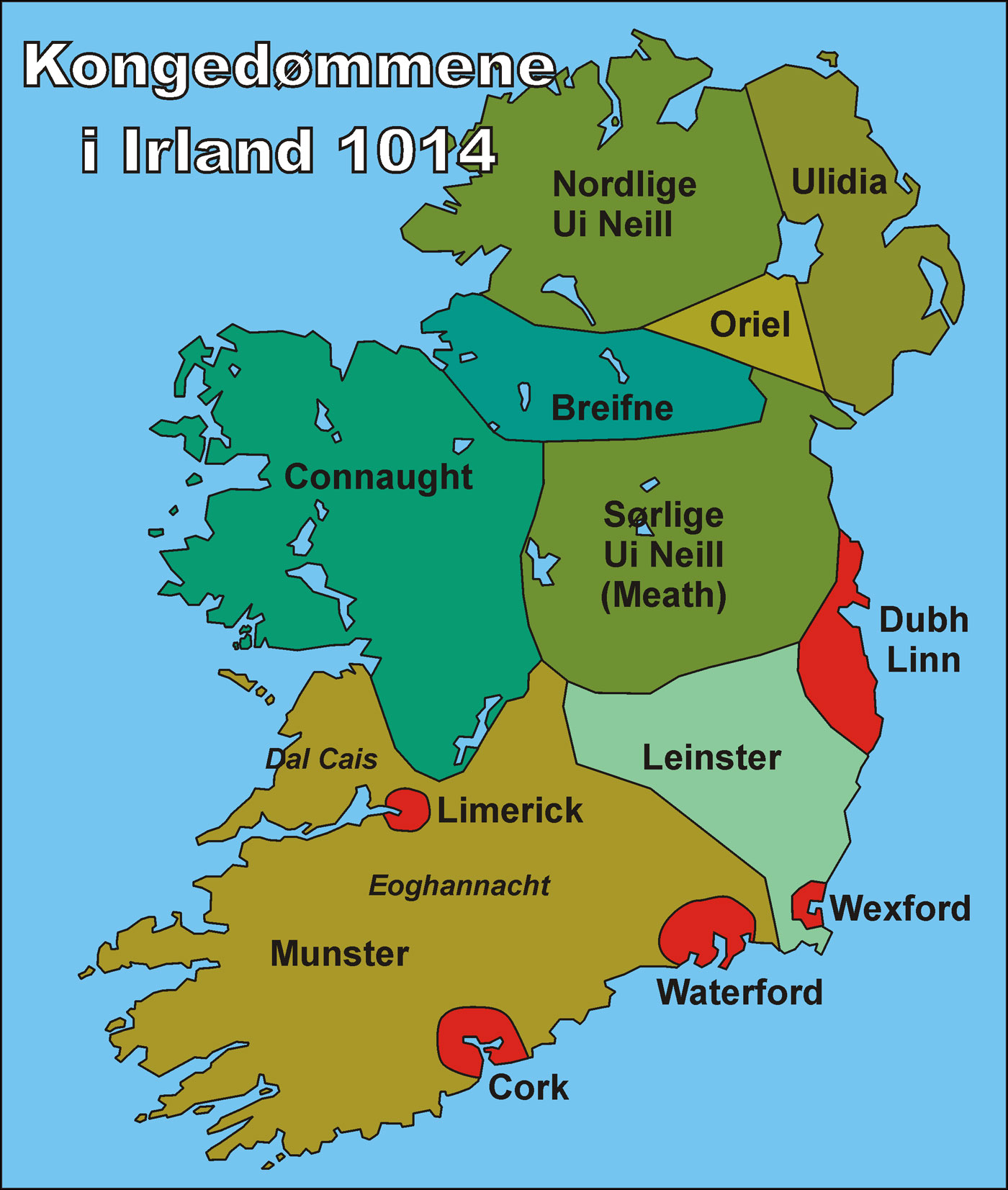
Königreich Dublin und weitere skandinavische Stützpunkte (Rot) zwischen den irischen Nachbarreichen

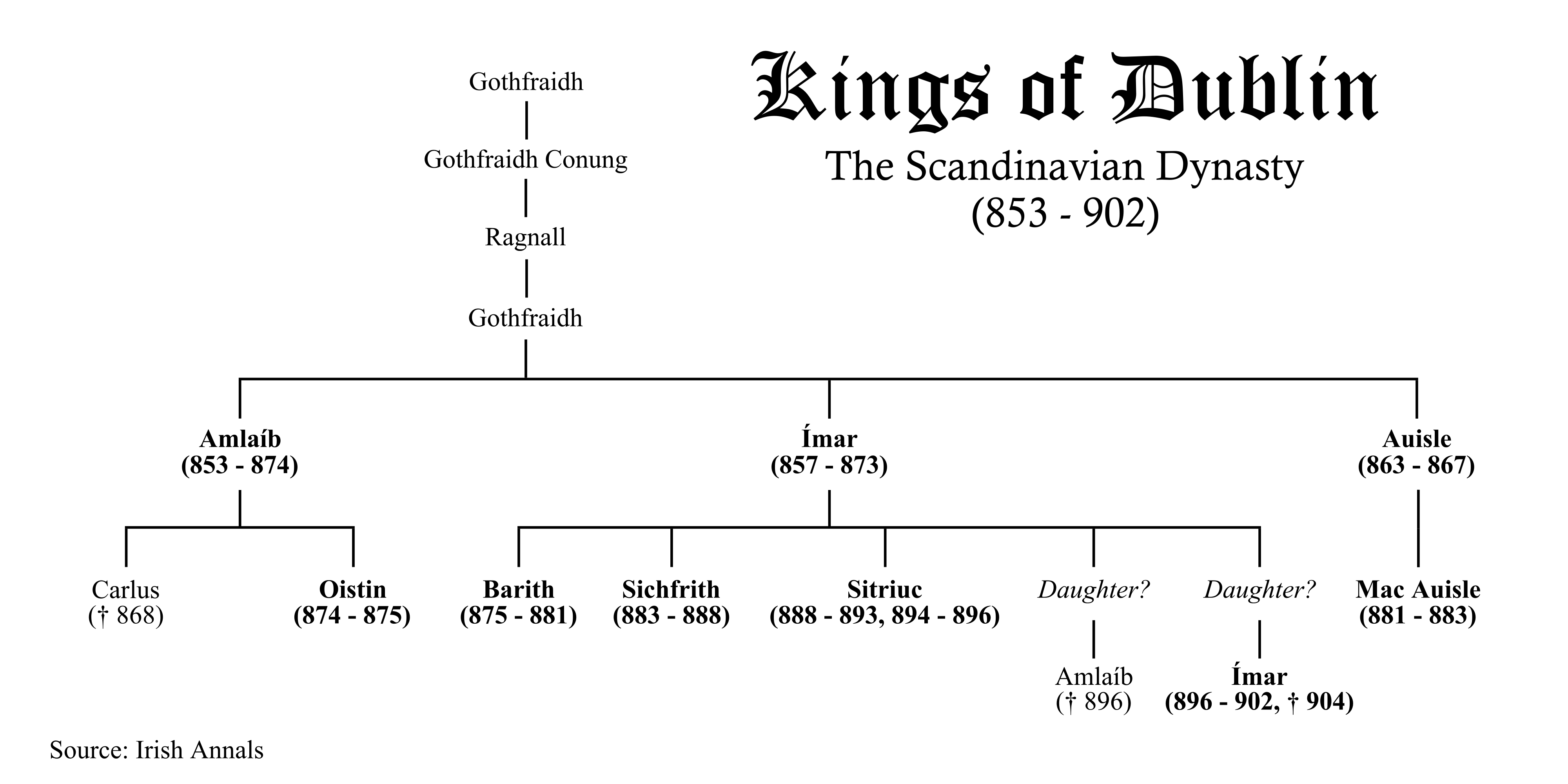
Stammbaum der iro-norwegischen Könige Dublins von 853 bis 902

Das Königreich Dublin war ein von Wikingern gegründetes Teilkönigreich in Irland. Es war von etwa 850 bis 980 unabhängig, im 10. Jahrhundert aber kämpften norwegische und dänische Wikinger um die Vorherrschaft. Von 980 bis zur anglonormannischen Eroberung 1170 bestand das Wikingerkönigreich unter der Oberhoheit irischer Hochkönige weiter, während die Wikinger allmählich gälisiert wurden.

## Geschichte
Erste Überfälle von Wikingern an Irlands Küsten sind ab 795 belegt. Spätestens ab 820 begannen norwegische Wikinger, sich an den Küsten niederzulassen, ab 845 kamen dänische Wikinger hinzu. Die Iren bezeichneten die skandinavischen Eindringlinge als Finngaill ("weiße Fremde", Norweger) und Dubgaill ("schwarze Fremde", Dänen). Turgesius, angeblich ein norwegischer bzw. dänischer Königssohn, eroberte 839 den gälischen Küstenort Dublin und baute ihn 841 zu einem befestigten Kriegs- und Handelshafen aus. Er kam um im Kampf gegen die Iren von Meath, die ihrerseits 849 Dublin eroberten. Die geschlagenen Norweger konnten ihre Herrschaft zwar restaurieren, unterlagen aber 851 den Dänen. 
Im Jahr 853 eroberten die Norweger unter Olov (Olaf) alias Analav (Amlaib) Dublin zurück, während Olovs Brüder Herrschaften in Limerick und Waterford errichteten. Nach Olovs Tod übernahm sein Bruder Ivar (Imar) die Herrschaft, doch schon 868 ging Limerick an die Iren verloren. Ob die beiden Brüder identisch waren mit Olaf dem Weißen und Ivar Ragnarsson, ist umstritten. In Rivalität mit den Dänen aus dem anglo-dänischen Königreich Jórvík (York) regierten Ivars Nachfolger Dublin bis zur erneuten Eroberung durch die Iren von Leinster im Jahr 902. Auch Waterford fiel im selben Jahr an die Iren. 
Vom 914 zurückeroberten Waterford aus konnten die Norweger nach der Schlacht von Confey 917 Dublin zurückerobern, verloren es jedoch schon 921 wieder an die Dänen unter Sigtrygg (Sitric) und seine Nachfolger Olaf Guthfrithsson und Olaf Cuaran, die zwischenzeitlich auch York beherrschten. Stattdessen konnten die Norweger 922 Limerick zurückerobern, das fortan mit Dublin rivalisierte, ehe es 937 von den Dubliner Dänen unterworfen wurde. In der Schlacht von Tara verlor Dublin 980 seine Unabhängigkeit an die irischen Könige von Meath, deren Oberhoheit abzuschütteln 1014 in der Schlacht von Clontarf endgültig scheiterte. 
Da dänische und norwegische Wikinger sich zumeist irische Frauen genommen hatten, kam es zu einer Vermischung von Norwegern und Iren, die als Iro-Norweger bezeichnet wurde. Diese gälisierten Norweger beherrschten Dublin unter irischer Oberhoheit noch bis zur Eroberung durch Norwegens König Magnus III. (1102–1103) bzw. bis zur endgültigen Eroberung durch die Normannen im Jahr 1170. Ein iro-norwegischer Rückeroberungsversuch unter Ascall mac Ragnaill scheiterte, und bis 1174 fielen auch Waterford, Limerick und Cork an die Normannen.